# 段小薇
段晓薇（英語：Xiaowei Duan，1995年2月28日—），曾用名段小薇，中国大陆女演员、歌手。现隶属于北京萌样影视经纪公司。2019年參與電視劇《愛上北斗星男友》。
2020年参加爱奇艺自制选秀类综艺节目《青春有你2》。

## 影视作品

### 电影
| 上映年份 | 上映日期 | 电影名称         | 角色   | 备注 |
| -------- | -------- | ---------------- | ------ | ---- |
| 2022年   | 4月12日  | 《幸运贩卖机》   | 金菲   |      |
| 2024年   | 5月17日  | 《你就是我身边》 | 章小蒲 |      |
| 未上映   |          | 《她的小梨涡》   | 邱青青 |      |

### 电视剧
| 年份   | 日期     | 播出平台 | 节目名称                   | 饰演   |
| ------ | -------- | -------- | -------------------------- | ------ |
| 2019年 | 3月13日  | 愛奇藝   | 《愛上北斗星男友》         | 王小謎 |
| 2021年 | 2月6日   | 騰訊視頻 | 《如夢令》                 | 暮蓉兒 |
| 2023年 | 3月27日  | 央視八套 | 《愛情而已》               | 悠悠   |
| 2023年 | 12月15日 | 嗶哩嗶哩 | 《親愛的朋友》             | 董晴   |
| 2024年 | 8月22日  | 愛奇藝   | 《氪金男友》               | 邱菲菲 |
| 2024年 | 9月26日  | 嗶哩嗶哩 | 《明日有晴天》             | 湯婷婷 |
| 2025年 | 1月18日  | 優酷     | 《異人之下之決戰！碧遊村》 | 傅蓉   |
| 未播   |          |          | 《捕》                     | 唐喜   |
| 未播   |          |          | 《悬溺》                   | 秦曼枝 |

### 综艺节目
| 年份   | 日期              | 播出平台 | 节目名称                 | 备注   |
| ------ | ----------------- | -------- | ------------------------ | ------ |
| 2020年 | 3月12日－ 5月30日 | 爱奇艺   | 《青春有你第二季》       | 参赛者 |
| 2021年 | 2021年4月17日     | 江苏卫视 | 《我是女演员》           | 学员   |
| 2023年 | 8月3日- 10月5日   | 腾讯视频 | 《活力满分的夏天第二季》 | 参赛者 |
| 2024年 | 2024年6月21日     | 浙江衛視 | 《奔跑吧第十二季》       | 嘉賓   |
| 2024年 | 2024年11月12日    | 腾訊視頻 | 《桃花坞开放中第三季》   |        |

## 爭議事件
2022年5月1日，段晓薇在個人微博帳號上發佈了一組生活照，並配上相應的描述文字，與第一幅照片對應的文字是「在學校拍攝的花絮」。段在回應網友評論時證實了此「學校」實為北京外國語大學的中國語言文學學院樓。另有消息稱段是作為北京外國語大學招生宣傳片的出鏡演員進入校園的。由於北京外國語大學這一時期正針對新冠疫情實行封校管理，因此這一張生活照遭到了大量網友（以北京外國語大學學生為主）的質疑與批評。有評論批評段無視當地防疫規定、隨意進出校園的行為，亦有評論將矛頭指向大學行政「只管學生，不管外人」的措施，以及該大學自降身價、聘請網紅拍攝宣傳片的主張。
5月5日，針對網絡上的批評與質疑，段晓薇所在的公司「萌祥影視」發表聲明，稱「4月24日，段晓薇女士經過審批進入北外校園進行《2022年招生宣傳片》的拍攝工作，承擔拍攝工作人員職能，非網絡所傳『拍戲』及作為北外招生宣傳片的出鏡人員」，並強調段「行程碼無星」。該聲明遭到部分網友進一步質疑，因為在4月24日，北京全域的人員行程碼皆帶星標，因此根據防疫規定，段晓薇實則無法進入北外校園。